# Cygnus Orb-D1
Cygnus Orb-D1 nebo také Cygnus 1 nebo Orbital Sciences COTS Demo Flight je první misí nákladní kosmické lodi Cygnus, kterou vyvinula a postavila společnost Orbital Sciences Corporation. Kosmická loď použitá při tomto startu byla pojmenována po astronautovi NASA Georgi Lowovi. Start na raketě Antares z kosmodromu MARS (Mid-Atlantic Regional Spaceport) se uskutečnil 18. září 2013 v 14:58:02 UTC a po jedenácti dnech letu byla loď zachycena robotickou paží Canadarm 2, která se postarala o připojení lodi k Mezinárodní vesmírné stanici. Cygnus se tak stal sedmou kosmickou lodí, která ISS navštívila.

## Průběh mise

### Start
Mise Cygnus Orb-D1 odstartovala z rampy 0A na kosmodromu Mid-Atlantic Regional Spaceport (MARS) 18. září 2013 v 14:58:02,2 UTC. O start se postarala raketa Antares ve verzi 110, která vypustila kosmickou loď na nízké oběžné dráze Země (LEO).

### Přílet k ISS
Přílet k ISS byl původně naplánován na čtvrtý den letu, ale kvůli softwarové chybě byl odložen. Přílet byl následně ještě jednou odložen, kvůli příletu kosmické lodi Sojuz TMA-10M, která na stanici dopravila tři nové členy posádky.
Dne 29. října 2013 se loď, po několika nezbytných testech a kontrolách, přiblížila na 12 metrů, kde vyčkala, až ji zachytí robotická paže Canadarm 2, kterou ovládal italský astronaut Luca Parmitano. K záchytu lodi došlo 29. října 2013 v 11:00 UTC a pozemní týmy se pak postaraly o připojení lodi k dokovacímu portu na modulu Harmony, k tomu došlo 29. října v 12:44 UTC.

#### Náklad
Kosmická loď na stanici dopravila 700 kilogramů nákladu, zahrnující například potřeby pro posádku nebo náhradní díly. Poté, co byl tento náklad vyložen, bylo do kosmické lodi umístěno 1 290 kilogramů odpadu, který později, společně s kosmickou lodí, shořel v atmosféře.

### Konec mise
Dne 22. října 2013 v 10:04 UTC, po 22 dnech a 21 hodinách, u stanice odpojila robotická paže kosmickou loď od ISS. Kosmická loď pak byla robotickou paží v 11:31 UTC vypuštěna. Následně provedla loď několik motorických manévrů, pomocí kterých se vzdálila od stanice.
O den později, 23. října 2013 v 17:41 UTC, byl proveden brzdný zážeh a kosmická loď v 18:16 UTC během přeletu nad Tichým oceánem vstoupila do atmosféry, kde shořela.

## Galerie

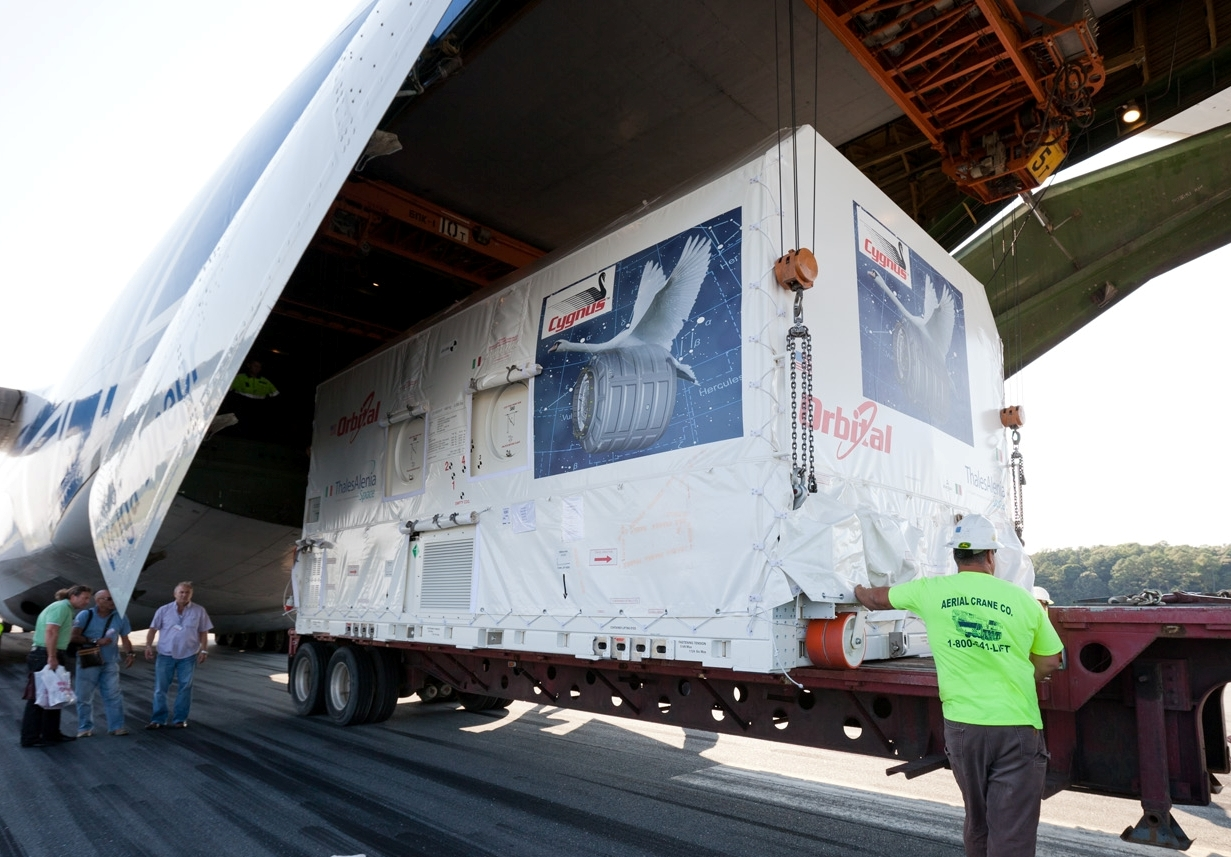
Transport lodi Cygnus na kosmodrom.
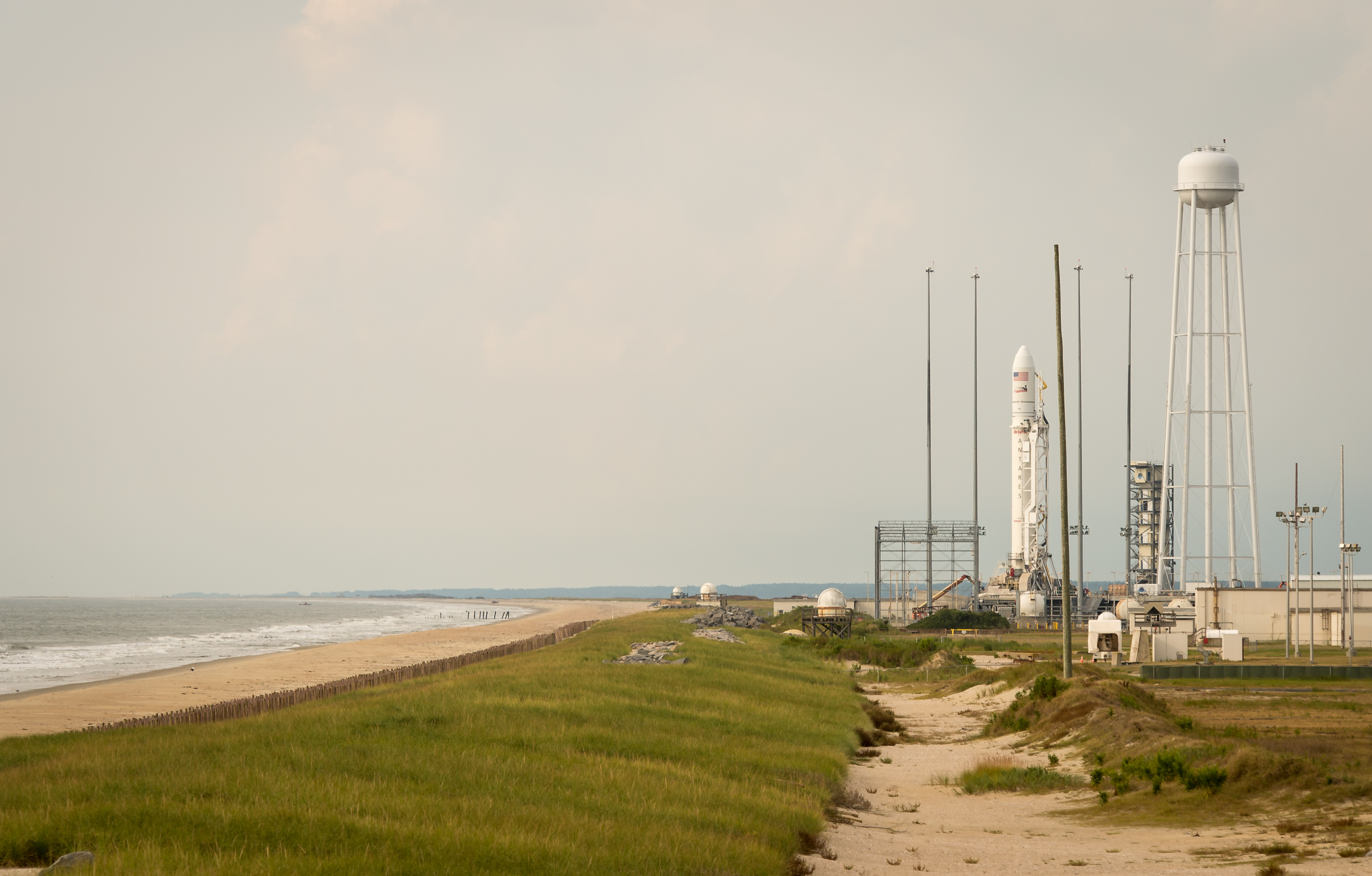
Raketa Antares s kosmickou lodí Cygnus na startovací rampě.
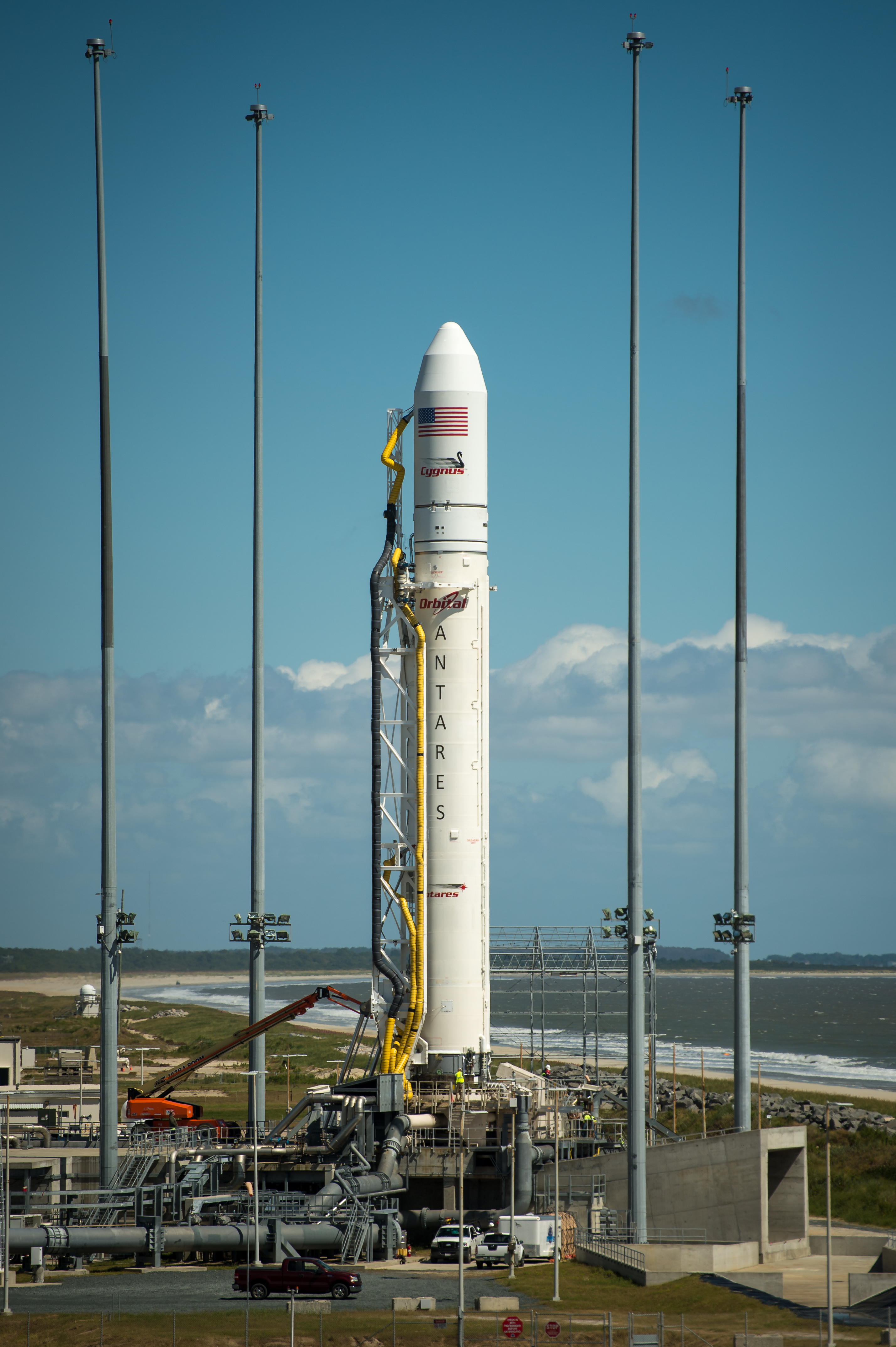
Raketa Antares s kosmickou lodí Cygnus na startovací rampě.
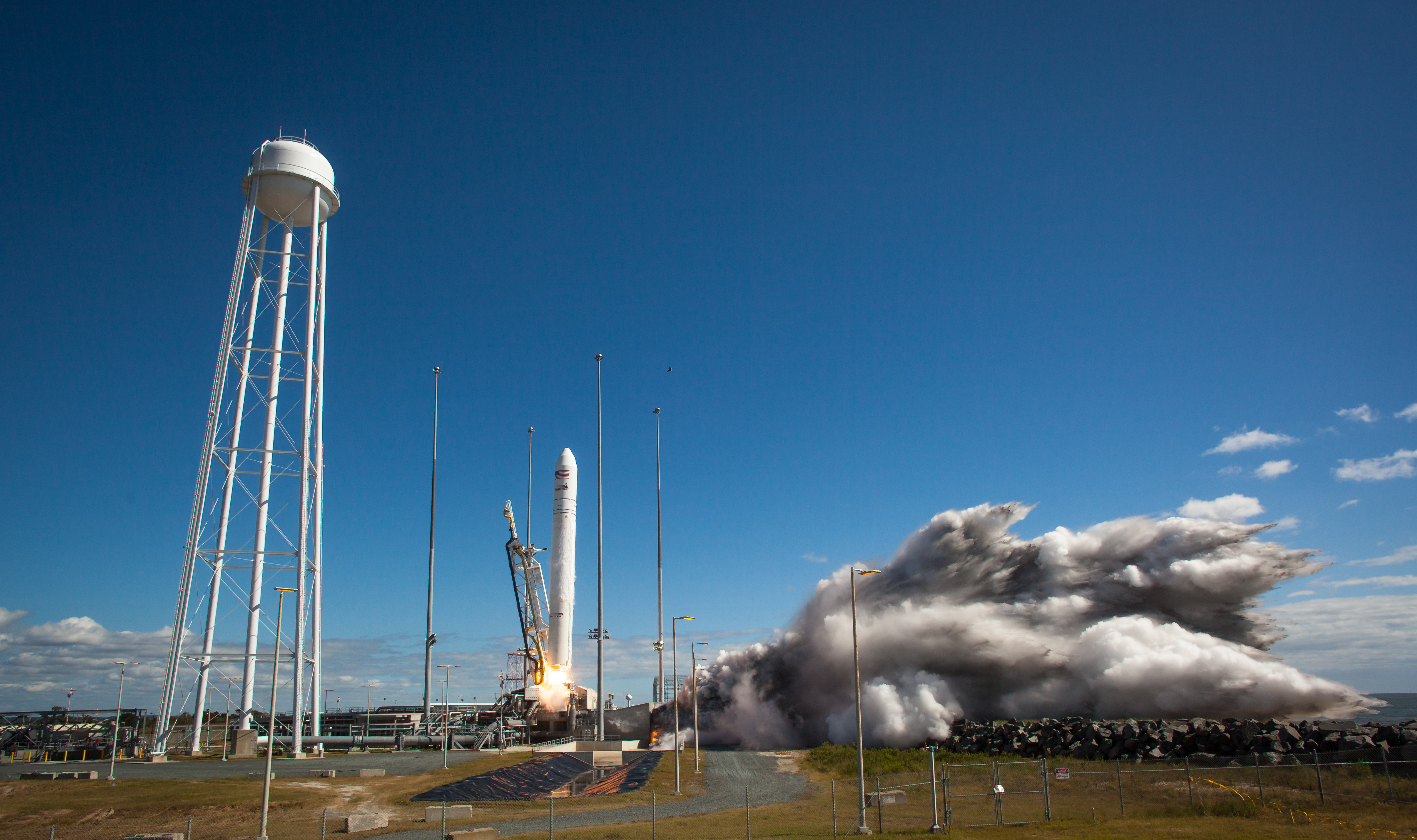
Start mise Cygnus Orb-D1.
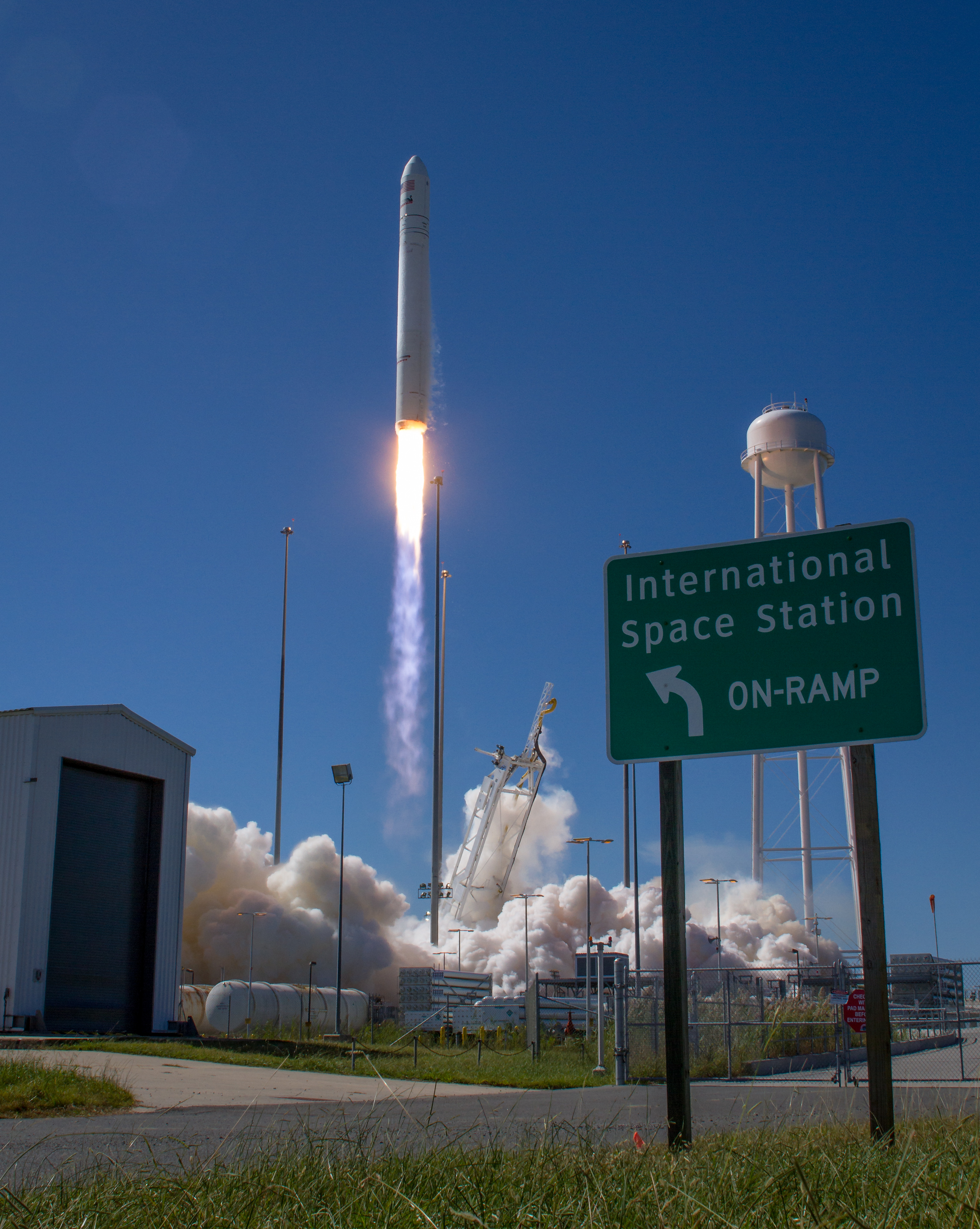
Start mise Cygnus Orb-D1.
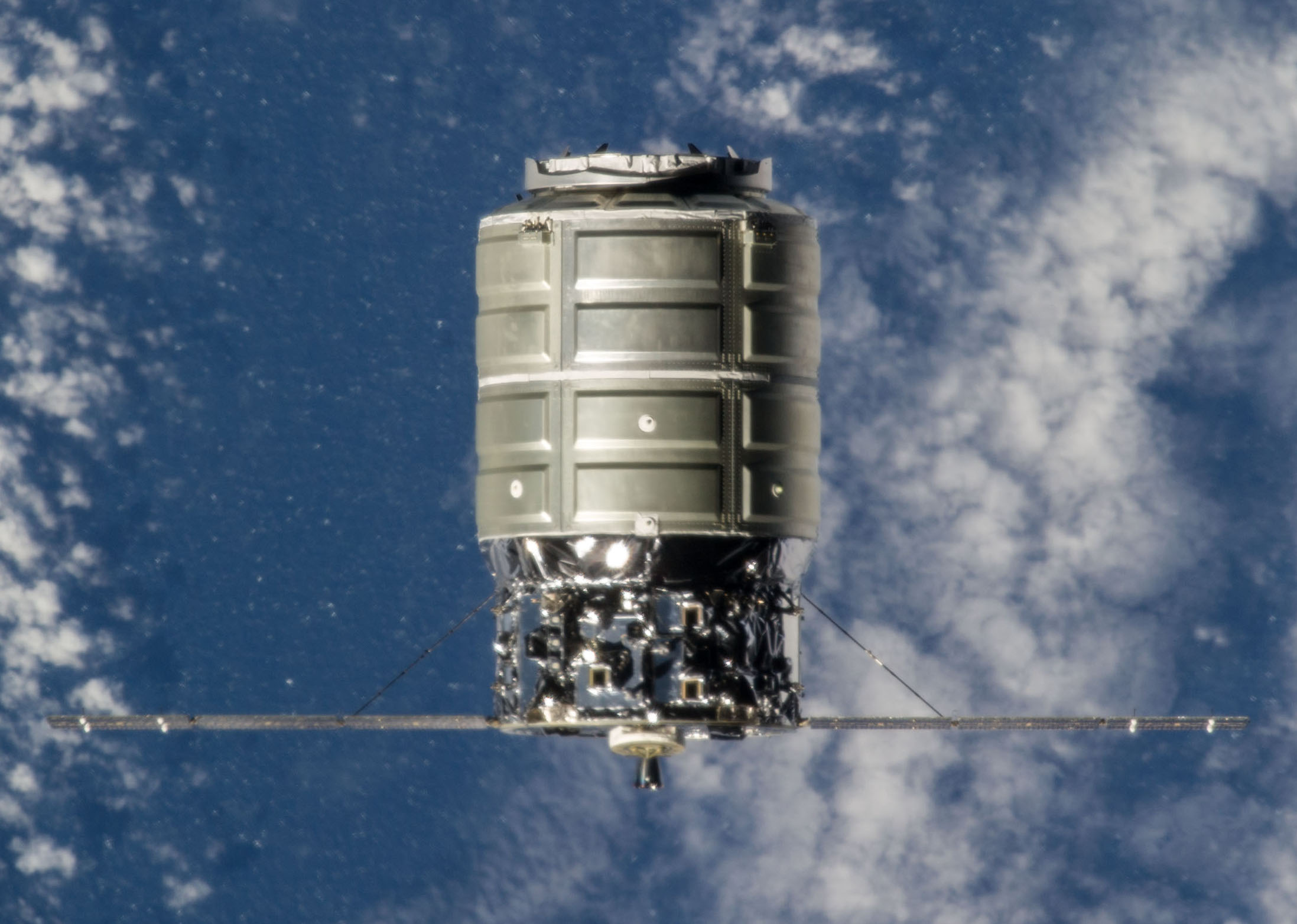
Cygnus u ISS během mise Orb-D1.
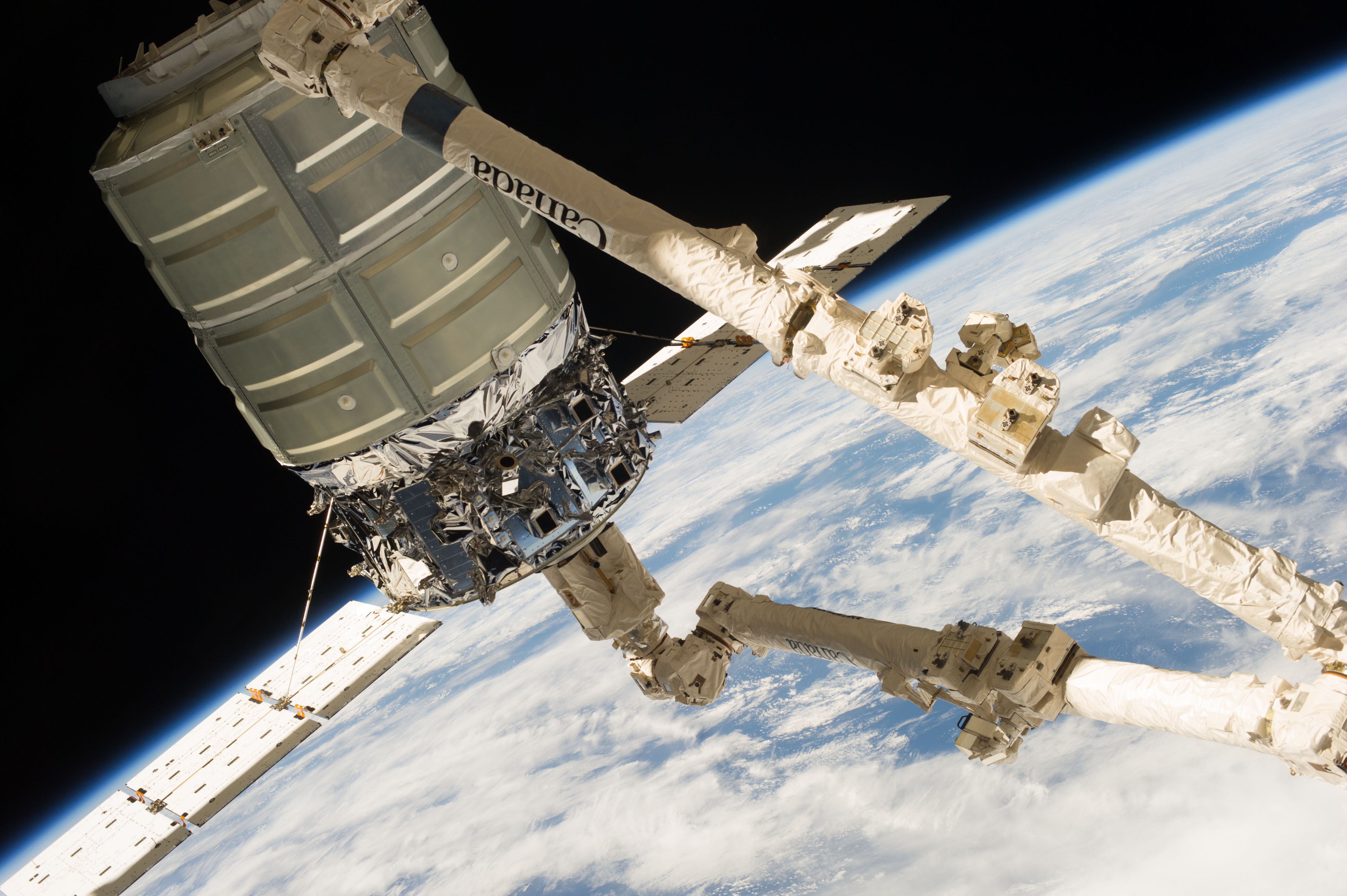
Připojování lodi Cygnus k ISS během mise Orb-D1.